# Grimace's Birthday
Grimace's Birthday es un videojuego de plataformas de navegador de 2023 desarrollado por Krool Toys y publicado por McDonald's. Lanzado junto con Grimace Shake el 12 de junio de 2023, el juego se produjo utilizando software para imitar un título de Game Boy Color. Si bien el juego no recibió un lanzamiento físico y no es un juego de Game Boy con licencia de Nintendo, sus archivos son compatibles con el hardware de Game Boy. Grimace's Birthday fue recibido positivamente, y varios críticos llamaron la atención sobre el tema y el medio inesperados para un juego promocional y la gran similitud de la presentación visual del juego con los títulos de Game Boy.

## Jugabilidad
Grimace's Birthday es un videojuego de plataformas de desplazamiento lateral en el que el jugador toma el control de Grimace a lo largo de cuatro niveles con dos etapas cada uno. En la primera etapa, el jugador controla a Grimace en una patineta, capaz de realizar raíles y otros trucos. En la segunda etapa, Grimace se mueve libremente y tiene un poder de burbuja que le permite flotar. Cada nivel se puntúa según un límite de tiempo, con puntos acumulados por acciones como derrotar enemigos y realizar trucos. A lo largo de los niveles, el jugador puede recolectar Grimace Shakes para obtener puntos de bonificación. Después de completar cada nivel, el jugador puede completar un minijuego extra y apagar las velas de su pastel de cumpleaños para obtener puntos extra. Grimace's Birthday presenta dos modos de juego además del modo historia principal: un modo «Score Attack» en el que el jugador tiene la tarea de ganar tantos puntos como sea posible dentro de un límite de tiempo y un modo «Freeskate» en el que el jugador puede moverse libremente sin límite de tiempo.

## Trama
Grimace está planeando una fiesta de cumpleaños en McDonald's, pero sus amigos Birdie, Hamburglar y McNugget Buddies están desaparecidos. Para organizar su fiesta, Grimace debe encontrar a sus amigos antes de la medianoche. En el camino, Grimace encuentra a Hamburglar robando hamburguesas. Birdie le dice a Grimace que está atrapada en cables telefónicos, pero Grimace descubre que Birdie planeó una sorpresa de cumpleaños con los McNugget Buddies. Con sus amigos, Grimace regresa al McDonald's para apagar las velas de su pastel de cumpleaños y describe el día como «el mejor cumpleaños de todos».

## Desarrollo
Grimace's Birthday fue un encargo de Wieden+Kennedy en nombre de McDonald's y producido y dirigido por el estudio Krool Toys, con sede en Brooklyn, fundado por Tia Chinai y Stefan Cohen. El juego se lanzó como herramienta promocional para coincidir con el lanzamiento de Grimace Shake y la edición limitada Grimace Birthday Meal. Un comunicado de prensa de McDonald's afirmó que la promoción tenía como objetivo «rendir homenaje» a los «recuerdos de la infancia [en] McDonald's» dando un «giro moderno a estos recuerdos» a través de un marketing que cumpla con la «intersección de la nostalgia y la cultura». Aunque el juego no recibió un lanzamiento físico, es el primer título promocional de McDonald's que se puede jugar en una consola desde el título de Sega Genesis de 1993, McDonald's Treasure Land Adventure.
La jugabilidad de Grimace's Birthday fue diseñada por Tom Lockwood y codificada por Bryan Taylor. Esto se hizo a través de GB Studio, una herramienta de desarrollo de juegos que permite crear ROM compatible con el hardware de Game Boy. Fue desarrollado con limitaciones de tiempo; se completó en menos de siete semanas para coincidir con el lanzamiento de otras promociones de Grimace's Birthday. El juego se lanzó como un juego de navegador en el sitio web de Krool Toys y no se lanzó formalmente como un título de Game Boy, aunque los usuarios han portado el juego al hardware de Game Boy.

## Recepción
Varios críticos notaron la calidad inesperada de Grimace's Birthday, y Andrew Liszewski de Gizmodo describió el juego como un «juego de plataformas sorprendentemente sólido» y Zoey Handley de Destructoid expresaron su sorpresa de que el juego fuera «realmente bueno». Handley elogió la «variedad bien ejecutada» de los modos de juego, al tiempo que criticó la corta duración del juego y escribió que las mecánicas estaban infrautilizadas. Mariella Moon de Engadget notó que el juego «funcionó sin problemas», pero afirmó que tenía dificultades para saltar obstáculos y deslizarse por los pasamanos, citando su «manejo torpe de los controles del juego».
Los críticos han comentado sobre el gran parecido del juego con la presentación de los títulos de Game Boy Color. Kelsey Raynor de VG247 señaló que el juego se desarrolló con «buen ojo para los juegos retro», y elogió la «verdadera pasión y el esfuerzo». Andrew Cunningham de Ars Technica de manera similar calificó el pixel art como «legítimamente genial», y «inteligentemente diseñado», notando la solicitud del juego de un dispositivo de color cuando un usuario intentó jugar en la Game Boy original. Ashley Bardhan de Kotaku destacó el marketing del juego y describió el sitio web oficial como «parte de la perfecta cápsula del tiempo de Internet de la década de 2000».